# ویل اچ. هیز
ویل اچ. هِـیز (انگلیسی: Will H. Hays؛ ‏ تلفظ نام‌خانوادگی: ‎/heɪz/‎؛ ‏ ۵ نوامبر ۱۸۷۹ – ۷ مارس ۱۹۵۴) یک سیاستمدار آمریکایی و عضو حزب جمهوری‌خواه بود. هیز به عنوان رئیس کمیته ملی جمهوری‌خواهان از ۱۹۱۸ تا ۱۹۲۱، مبارزات انتخاباتی موفق وارن جی. هاردینگ در سال ۱۹۲۰ را مدیریت کرد. هاردینگ سپس هیز را به عنوان نخستین مدیر کل اجرایی خدمات پستی ایالات متحده آمریکا در کابینه خود منصوب کرد. او در سال ۱۹۲۲ از کابینه استعفا داد تا نخستین رئیس تولیدکنندگان و توزیع‌کنندگان فیلم‌های سینمایی آمریکا شود. این گمانه‌زنی وجود داشت که او بین ۱۰۰٬۰۰۰ تا ۱۵۰٬۰۰۰ دلار در سال دستمزد می‌گرفت. هیز به‌عنوان رئیس این سازمان، بر انتشار نظامنامه تولید تصاویر متحرک (که به‌طور غیررسمی به نظامنامه هیز معروف بود) نظارت داشت که مجموعه‌ای از دستورالعمل‌های اخلاقی را برای خودسانسوری محتوا در سینمای آمریکا بیان می‌کرد. هیز با دولت ایالات متحده، به‌ویژه با وزارت امور خارجه و وزارت بازرگانی، به منظور حفظ سلطهٔ هالیوود بر بازارهای فیلم خارج از کشور همکاری کرد.

## درگذشت
ویل اچ. هیز پس از بازنشستگی به سالیوان بازگشت و در ۷ مارس ۱۹۵۴ درگذشت. بیوه او در سال ۱۹۶۰ درگذشت.